# Escena de Palm Desert
La Escena de Palm Desert es el nombre que recibió un cierto número de bandas de un período comprendido entre la segunda mitad de la década de los 80 y los años 90, que se desarrollaron en la ciudad de Palm Desert, California. Su característico sonido de hard rock – descrito como desert rock o rock desértico – contiene elementos de la psicodelia, blues, heavy metal, punk rock, rock alternativo, y otros géneros, a veces combinado con un distintivo y repetitivo ritmo de batería, y un groove de "trance" o "lagunaje".
Los músicos involucrados a veces tocan en múltiples bandas simultáneamente. La Escena de Palm Desert es también conocida por haber criado a los pioneros del stoner rock, Kyuss. El término "stoner rock" es a veces usado como sinónimo del "desert rock". Sin embargo, no todas las bandas de la Escena de Palm Desert hacen "stoner rock" y no todas las bandas de stoner rock suenan exactamente como las de Palm Desert.
La revista estadounidense Blender, calificó a Palm Desert como "una de las siete ciudades del rock de América".

## Historia
El punto en común de estas bandas era el género stoner rock y rock desértico. El estilo musical se originó a mediados de los años 80, con la incursión de, principalmente, dos bandas: Yawning Man y Masters of Reality, liderada por el polifacético Chris Goss.
Sin embargo, el auge del stoner rock se produjo con la irrupción de otra banda local, Kyuss. El éxito de la banda provocó una gran popularidad del género en todo el país, y su posterior ruptura supuso la propagación de todos sus miembros formando un sinfín de bandas. Kyuss obtuvo un gran éxito en su momento, pero, como reconocen algunos de sus miembros, la banda logró con el paso de los años continuar con el éxito y convertirse en una banda de culto pese a estar desintegrada. Brant Bjork dijo que "el caso es que creo que Kyuss se ha convertido en un grupo legendario por el hecho de que ya no existe". Mark Abshire, ex-bajista de la banda Nebula, llegó a comentar sobre Kyuss que "es curioso lo de esta gente, parecen tener más fans ahora que antes... Definitivamente, eran una gran banda. Lo extraño es que hay un montón de gente que no los vio cuando existían y que sólo tienen sus discos, lo que ha creado una especie de misterio sobre el grupo". El éxito de Kyuss también favoreció el de otras bandas stoner rock como Fu Manchu.

## Músicos
Tras la disolución de Kyuss, Josh Homme, guitarrista, formó Queens of the Stone Age, John Garcia, vocalista, hizo lo propio con Hermano, Slo Burn y Unida, Brant Bjork formó su propia banda (Brant Bjork and the Bros) y Nick Oliveri se unió a Homme en QOTSA.
Otro de los músicos principales de la escena stoner de Palm Desert es Chris Goss, líder de su banda Masters of Reality y productor de bandas como los propios Kyuss y QOTSA, además de Nebula o Slo Burn.

## Desert Sessions
Uno de los eventos más importantes que ha provocado también la escena stoner local es la celebración de las Desert Sessions, cita obligada para los músicos relacionados con el stoner rock. Estas sesiones forman parte de un proyecto alternativo que Josh Homme creó en 1997 como una fiesta donde diversos artistas colaboran para la grabación de álbumes en el estudio Rancho De La Luna.

## Bandas
| - Yawning Man - Kyuss - Queens of the Stone Age - Masters of Reality | - Eagles of Death Metal - Mondo Generator - Unida - Hermano | - Slo Burn - Fu Manchu - Yellow No. 5 - earthlings? | - Che - Fatso Jetson - Orquesta del Desierto - Nebula |